# L’archipel
L'archipel to biurowiec w budowie zlokalizowany w biznesowej dzielnicy La Défense pod Paryżem we Francji (w szczególności w Nanterre). Zaplanowana na wiosnę 2021 r. wieża będzie miała 106 metrów wysokości.
W biurowcu znajdzie się siedziba firmy Vinci.